# Auferstehung Christi (Raffael)
Auferstehung Christi ist ein Gemälde von Raffaello Sanzio da Urbino und entstand zwischen 1499 und 1502. Es hat die Maße 52 × 44 cm und ist mit Ölfarben auf Holz gemalt. Motiv ist die Auferstehung Christi.
Über die Geschichte ist wenig bekannt, vermutlich war das Bild Teil einer Predella, möglicherweise das Baronci-Altarbild.

## Bildaufbau

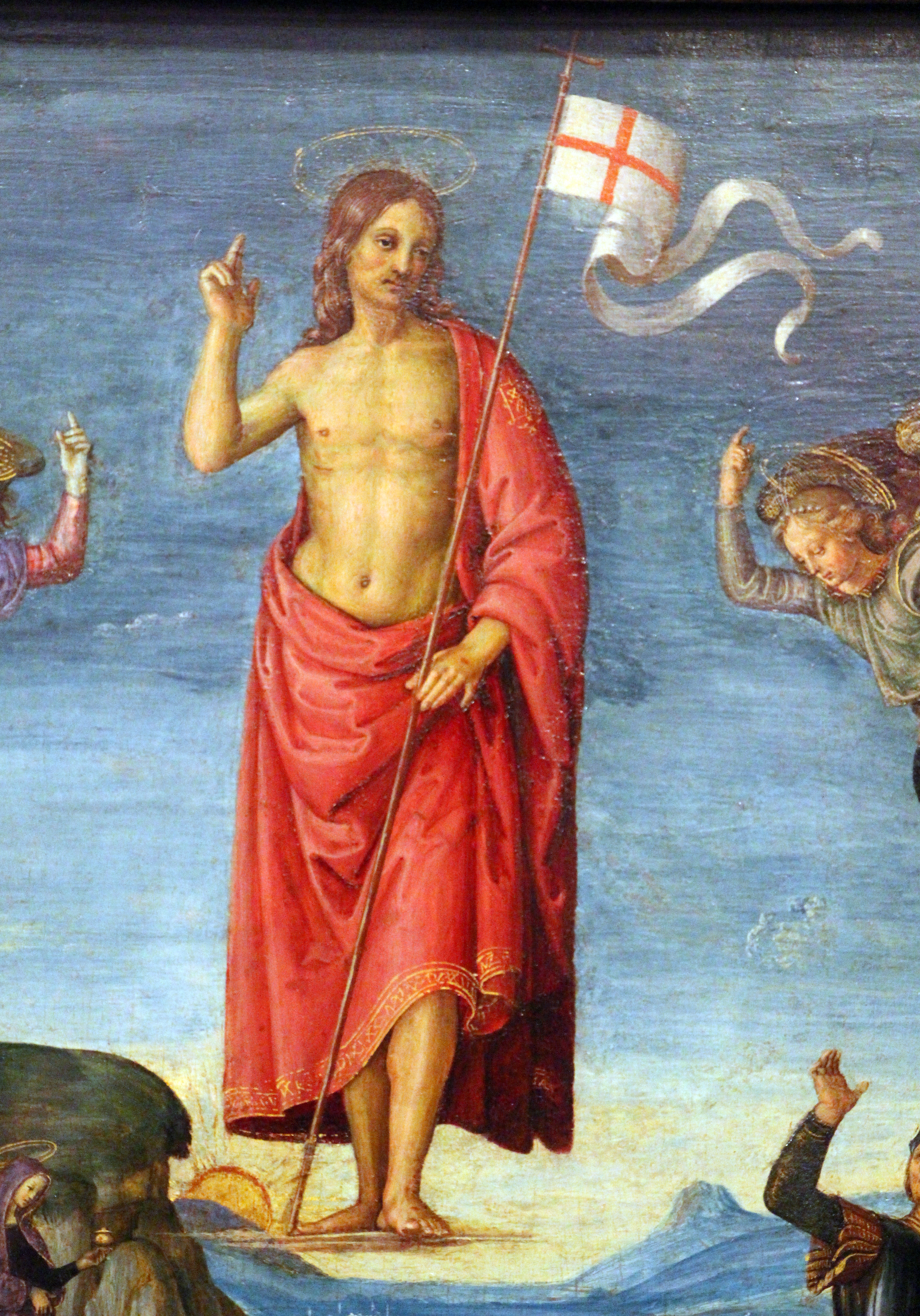
Jesus

Zentral abgebildet ist Jesus in der Luft schwebend. Er hält eine Georgskreuz-Fahne und wird von Engeln flankiert; unterhalb sehen Figuren (liegend und stehend) auf diesen herauf. Die Mehrzahl der Figuren weisen eine gen Himmel weisende Handbewegung auf. In der unteren Bildmitte ist ein leeres Podest. Links im Bild sind 3 Frauen. Die Figuren sind in eine Landschaft mit aufgehender Sonne eingebettet.

## Ausstellung
Das Christusbild war in verschiedenen Museen in Europa ausgestellt und ist seit 1958 Teil der ständigen Sammlung des Museu de Arte de São Paulo in Brasilien. Es ist das einzige Gemälde des Meisters, das sich dauerhaft in der südlichen Hemisphere befindet.